# 許彬內閣
許彬內閣成立於天順元年六月七日（1457年6月22日），結束於同年七月九日（1457年7月29日）。是明英宗復辟後的第二個正式內閣，由時任禮部右侍郎許彬組閣。
天順元年七月九日，英宗將許彬調任南京禮部左侍郎；同日召李賢返京出任內閣首輔。

## 內閣成員
| 職位   | 姓名 | 備注                                    |
| ------ | ---- | --------------------------------------- |
| 首輔   | 許彬 | 徐有貞內閣續任                          |
| 次輔   | 薛瑄 | 徐有貞內閣續任，六月十日（6月25日）離職 |
| 大學士 | 呂原 | 六月八日（6月23日）入閣                 |
| 大學士 | 岳正 | 六月十一日（6月26日）入閣               |